# 부그와 엘리엇
《부그와 엘리엇》(영어: Open Season)은 2006년 공개된 미국의 애니메이션 영화이다.

## 캐스팅
- 마틴 로런스
- 애슈턴 쿠처
- 게리 시니스
- 데브라 메싱
- 빌리 코널리
- 존 패브로
- 조지아 엥글
- 제인 크러카우스키
- 고든 투투시스
- 패트릭 워버턴
- 코디 캐머런
- 니카 퍼터먼